# تپه احمدآباد (کبودرآهنگ)
تپه احمدآباد مربوط به سده‌های اولیه و میانه دوران‌های تاریخی پس از اسلام است و در شهرستان کبودرآهنگ، بخش مرکزی، دهستان راهب، در حاشیه جنوب غربی روستای احمدآباد واقع شده و این اثر در تاریخ ۷ اسفند ۱۳۸۶ با شمارهٔ ثبت ۲۱۵۹۵ به‌عنوان یکی از آثار ملی ایران به ثبت رسیده است.